# Campeonato Mundial de Ginástica Artística de 2007 - Resultados masculinos
Os resultados masculinos no Campeonato Mundial de Ginástica Artística de 2007 somaram 24 medalhas nas oito provas disputadas. Apenas nas barras paralelas ocorreu um empate.

## Resultados

### Equipes
Finais
| Pos.              | País          | Ginastas                                                                                              | Pontos  |
| ----------------- | ------------- | --- | ------- |
| Medalha de ouro   | China         | Yibing Chen, Xu Huang, Fuliang Liang, Wei Yang, Qin Xiao, Zou Kai                                     | 281,900 |
| Medalha de prata  | Japão         | Hiroyuki Tomita, Shun Kuwahara, Takuya Nakase, Yosuke Hoshi, Hisashi Mizutori, Makoto Okiguchi        | 277,025 |
| Medalha de bronze | Alemanha      | Fabian Hambüchen, Thomas Andergassen, Robert Juckel, Eugen Spiridonov, Marcel Nguyen, Philipp Boy     | 273,525 |
| 4                 | E. Unidos     | Guillermo Alvarez, Alexander Artemev, Jonathan Horton, David Durante, Sean Golden, Kai Wen Tan        | 272,275 |
| 5                 | Coreia do Sul | Yang Tae-Young, Kim Soo-Myun, Kim Ji-Hoon, Kim Dae-Eun, Tae Seok Kim, Yoo Won-Chul                    | 269,950 |
| 6                 | Espanha       | Rafael Martínez, Iván San Miguel, Gervasio Deferr, Isaac Botella Pérez, Sergio Muñoz, Manuel Carballo | 269,400 |
| 7                 | Rússia        | Sergei Khorokhordin, Maxim Deviatkovski, Yuri Ryazanov, Alexander Safoshkin, Nikolai Kryukov          | 269,200 |
| 8                 | Roménia       | Dorin Razvan Selariu, Ilie Daniel Popescu, Flavius Koczi, George Robert Stanescu, Cosmin Malita       | 267,750 |

Fase de classificação
| Pos. | País          | Ginastas | Pontos  |
| ---- | ------------- | --- | ------- |
| 9    | França        | Pierre-Yves Bény, Benoît Caranobe, Yann Cucherat, Gaël da Silva, Dimitri Karbanenko, Arnaud Willig                    | 359,900 |
| 10   | Itália        | Matteo Angioletti, Igor Cassina, Andrea Coppolino, Alberto Busnari, Matteo Morandi, Enrico Pozzo                      | 358,300 |
| 11   | Canadá        | Brandon O'Neill, Nathan Gafuik, Grant Golding, Ken Ikeda, David Kikuchi, Casey Sandy                                  | 357,700 |
| 12   | Bielorrússia  | Denis Savenkov, Dimitry Savitski, Dimitri Kaspiarovich, Aliaksandr Tsarevich, Alexei Ihnatovich, Uladzimir Yermakov   | 356,675 |
| 13   | Ucrânia       | Valeri Goncharov, Roman Zozulya, Andriy Isayev, Vadym Kuvakin, Oleksandr Suprun, Evgeni Bogonosyuk                    | 356,000 |
| 14   | Suíça         | Niki Böschenstein, Claudio Capelli, Roman Gisi, Daniel Groves, Mark Ramseier, Dennis Mannhart                         | 353,875 |
| 15   | Reino Unido   | Ross Brewer, Luke Folwell, Daniel Keatings, Louis Smith, Kristian Thomas, Danny Lawrence                              | 352,650 |
| 16   | Porto Rico    | Luis Vargas, Alexander Rodríguez, Luis Rivera, Rafael Morales, Reinaldo Oquendo, Tommy Ramos                          | 351,950 |
| 17   | Brasil        | Diego Hypólito, Mosiah Rodrigues, Victor Rosa, Luiz dos Anjos, Arthur Zanetti, Danilo Nogueira                        | 351,550 |
| 18   | Grécia        | Vlasios Maras, Dimitrios Markousis, Christos Lympanovnos, Michail Doulkeridis, Vasileios Tsolakidis, Xenofon Kosmidis | 350,750 |
| 19   | Austrália     | Mathew Curtis, Joshua Jefferis, Samuel Offord, Thomas Pichler, Prashanth Sellathurai, Samuel Simpson                  | 350,075 |
| 20   | Países Baixos | Yuri van Gelder, Jeffrey Wammes, Epke Zonderland, Herre Zonderland, Carlo van Minde, Anthony van Assche               | 347,900 |
| 21   | Bulgária      | Jordan Jovtchev, Aleksandar Batinkov, Aleksandar Markov, Yaroslav Voyk, Bogomil Kuyumdzhiev, Eddie Penev              | 344,050 |
| 22   | Portugal      | Manuel Campos, Filipe Bezugo, Luís Araújo, Pedro Almeida, Bernardo Graça, Gustavo Simões                              | 343,225 |
| 23   | Cazaquistão   | Stanislav Valiyew, Timur Kurbanbayev, Stepan Gorbachev, Ildar Valeyev, Sado Batsiyew, Maxim Petrishko                 | 341,900 |
| 24   | Letônia       | Jevgēņijs Saproņenko, Evgeni Zorins, Dimitri Trefilovs, Vitali Kardashovs, Vitali Shnikers, Raimonds Konchis          | 336,025 |

### Individual geral
Finais
| Pos.              | País           | Ginasta              | Pontos |
| ----------------- | -------------- | -------------------- | ------ |
| Medalha de ouro   | China          | Yang Wei             | 93,675 |
| Medalha de prata  | Alemanha       | Fabian Hambüchen     | 92,200 |
| Medalha de bronze | Japão          | Hisashi Mizutori     | 91,400 |
| 4                 | Estados Unidos | Jonathan Horton      | 91,200 |
| 5                 | Coreia do Sul  | Kim Dae-Eun          | 91,050 |
| 6                 | Espanha        | Rafael Martínez      | 91,025 |
| 7                 | Roménia        | Flavius Koczi        | 90,875 |
| 8                 | China          | Fuliang Lian         | 90,850 |
| 8                 | Coreia do Sul  | Yang Tae Young       | 90,850 |
| 10                | Roménia        | Dorin Razvan Selariu | 90,350 |
| 10                | Venezuela      | José Luis Fuentes    | 90,350 |
| 12                | Japão          | Hiroyuki Tomita      | 90,150 |
| 13                | Rússia         | Yuri Ryazanov        | 89,875 |
| 14                | Bielorrússia   | Dimitry Savitski     | 89,400 |
| 15                | Itália         | Enrico Pozzo         | 89,375 |
| 16                | Uzbequistão    | Anton Fokin          | 89,275 |
| 17                | Estados Unidos | David Durante        | 88,825 |
| 18                | Alemanha       | Philipp Boy          | 88,650 |
| 19                | Suíça          | Claudio Capelli      | 88,225 |
| 20                | Canadá         | David Kikuchi        | 88,150 |
| 21                | Grécia         | Vlasios Maras        | 87,775 |
| 22                | Croácia        | Filip Ude            | 87,625 |
| 23                | Canadá         | Casey Sandy          | 87,375 |
| 24                | Rússia         | Maxim Deviatkovski   | 65,550 |

| Pos.              | País           | Ginasta            | Pts    |
| ----------------- | -------------- | ------------------ | ------ |
| Medalha de ouro   | Brasil         | Diego Hypolito     | 16,150 |
| Medalha de prata  | Espanha        | Gervasio Deferr    | 15,950 |
| Medalha de bronze | Japão          | Hisashi Mizutori   | 15,650 |
| 4                 | Estados Unidos | Guillermo Alvarez  | 15,600 |
| 5                 | Israel         | Alexander Shatilov | 15,575 |
| 6                 | China          | Zou Kai            | 15,550 |
| 7                 | China          | Liang Fuliang      | 15,125 |
| 8                 | Japão          | Makoto Okiguchi    | 14,925 |

| Pos.              | País           | Ginasta           | Pts    |
| ----------------- | -------------- | ----------------- | ------ |
| Medalha de ouro   | China          | Qin Xiao          | 16,300 |
| Medalha de prata  | Hungria        | Krizstian Berki   | 15,700 |
| Medalha de bronze | Reino Unido    | Louis Smith       | 15,600 |
| 4                 | China          | Yang Wei          | 15,475 |
| 5                 | Japão          | Hiroyuki Tomita   | 15,325 |
| 6                 | Estados Unidos | Alexander Artemev | 15,175 |
| 7                 | Reino Unido    | Daniel Keatings   | 14,750 |
| 8                 | Bielorrússia   | Alexei Ihnatovich | 14,700 |

| Pos.              | País           | Ginasta             | Pts    |
| ----------------- | -------------- | ------------------- | ------ |
| Medalha de ouro   | China          | Chen Yibing         | 16,700 |
| Medalha de prata  | Países Baixos  | Yuri van Gelder     | 16,625 |
| Medalha de bronze | Bulgária       | Jordan Jovtchev     | 16,575 |
| 4                 | Estados Unidos | Kai Wen Tan         | 16,325 |
| 5                 | Venezuela      | Regulo Carmona      | 16,175 |
| 6                 | China          | Yang Wei            | 16,150 |
| 7                 | Rússia         | Alexander Safoshkin | 16,075 |
| 8                 | Japão          | Hiroyuki Tomita     | 15,925 |

| Pos.              | País        | Ginasta             | Pts    |
| ----------------- | ----------- | ------------------- | ------ |
| Medalha de ouro   | Polónia     | Leszek Blanik       | 16,512 |
| Medalha de prata  | Roménia     | Ilie Daniel Popescu | 16,500 |
| Medalha de bronze | C. do Norte | Se Ri               | 16,387 |
| 4                 | C. do Norte | Jong Ri             | 16,362 |
| 5                 | Ucrânia     | Andriy Isayev       | 16,250 |
| 6                 | Alemanha    | Fabian Hambüchen    | 15,975 |
| 7                 | Roménia     | Flavius Koczi       | 15,825 |
| 8                 | Espanha     | Isaac Botella Pérez | 15,387 |

| Pos.              | País          | Ginasta         | Pts    |
| ----------------- | ------------- | --------------- | ------ |
| Medalha de ouro   | Coreia do Sul | Kim Dae-Eun     | 16,250 |
| Medalha de ouro   | Eslovênia     | Mitja Petkovsek | 16,250 |
| Medalha de bronze | Uzbequistão   | Anton Fokin     | 16,200 |
| 4                 | Coreia do Sul | Won Chul Yoo    | 15,975 |
| 5                 | China         | Xu Huang        | 15,950 |
| 6                 | China         | Yang Wei        | 15,900 |
| 7                 | Japão         | Yusuke Hoshi    | 15,850 |
| 8                 | França        | Yann Chucherat  | 15,350 |

| Pos.              | País          | Ginasta          | Pts    |
| ----------------- | ------------- | ---------------- | ------ |
| Medalha de ouro   | Alemanha      | Fabian Hambüchen | 16,250 |
| Medalha de prata  | Eslovênia     | Aljaz Pegan      | 15,825 |
| Medalha de bronze | Japão         | Hisashi Mizutori | 15,775 |
| 4                 | Países Baixos | Epke Zonderland  | 15,700 |
| 5                 | Países Baixos | Jeffrey Wammes   | 15,150 |
| 5                 | Itália        | Enrico Pozzo     | 15,150 |
| 7                 | Grécia        | Vlasios Maras    | 14,275 |
| 8                 | Japão         | Hiroyuki Tomita  | 13,300 |